# Paarsborstkolibrie
De paarsborstkolibrie (Sternoclyta cyanopectus) is een vogel uit de familie Trochilidae (kolibries).

## Verspreiding en leefgebied
Deze soort is endemisch in noordelijk Venezuela.